# Sibusiso Mabiliso
Sibusiso Mabiliso (Rustenburg, 14 aprile 1999) è un calciatore sudafricano, difensore del Baroka.

## Caratteristiche tecniche
È un terzino sinistro.

## Carriera

### Club
Ha giocato nella prima divisione sudafricana.

### Nazionale
Con la nazionale Under-20 sudafricana ha preso parte al campionato mondiale di calcio Under-20 2019.